# National Music Publishers' Association
La National Music Publishers' Association, conocida por las siglas NMPA, es una asociación comercial para la industria editora musical estadounidense. Fundada en 1917, la NMPA representa a los editores de música estadounidenses y sus socios compositores. El mandato de la NMPA es proteger y promover los intereses de los editores y compositores de música en asuntos relacionados con la protección nacional y global de los derechos de autor de la música.
La NMPA ha iniciado litigios contra numerosas organizaciones, incluidas Amway, YouTube, Kazaa, LimeWire, FullScreen y Napster.

## Historia

### Primera mitad del siglo XX
La NMPA se fundó en 1917 como la Asociación Protectora de Editores de Música, con el objetivo de acabar con la práctica de los editores de tener que pagar a los teatros de vodevil por interpretar su música. Se dijo que la payola alcanzó los 400.000 dólares. El mandato de la MPPA entró en vigencia el 7 de mayo de 1917. Entre las empresas fundadoras figuran:
- Broadway Music Corporation
- Joseph W. Stern & Co.
- Waterson, Berlín y Snyder, Inc.
- Al Piantadosi & Co.
- Leo Feist Co.
- TB Harms & Francis, Day & Hunter, Inc.
- Maurice Richmond (1880-1965)
- Jos. Morris Co.
- Charles K. Harris
- Harry Von Tilzer Co.
- Shapiro, Bernstein & Co.
- M. Witmark e hijos
- James Kendis (1883-1946)
- James Brockman
- Kalmar, Puck & Abrahams Consolidated, Inc. (Bert Kalmar, Harry Puck, Maurice W. Abrahams)
- FJA Forster Co.
- McCarthy y Fisher
- AJ Stasny Music Co.
- JH Remick & Co.
- Iglesia, Paxson & Co.
- Compañía editorial de Karczag (Wilhelm Karczag; 1859-1923)
- William Jerome

En 1927, la NMPA fundó la Harry Fox Agency (HFA), una sociedad de recaudación de derechos mecánicos.

### Segunda mitad del siglo XX
En 1966, el nombre de la Asociación Protectora de Editores de Música se cambió a Asociación Nacional de Editores de Música. La NMPA comenzó a ejercer presión sobre los legisladores y reguladores federales en nombre de los editores de música y elaboró pautas para la Acta de los Derechos de Autor de 1976.

### Siglo XXI
En septiembre de 2001, la NMPA llegó a un acuerdo con Napster, convirtiendo a la empresa en un servicio de pago con los editores que otorgan licencias de música a los usuarios.La NMPA ganó un juicio contra el servicio de archivo peer-to-peer StreamCast Networks en septiembre de 2006. En 2007, NMPA se unió a una demanda contra YouTube por alojar vídeos generados por usuarios que contenían música protegida por derechos de autor. La demanda se retiró cuatro años después.
Junto con la Asociación de Editores de Música (MPA), la NMPA ha sido responsable de desconectar muchos sitios web gratuitos de tablaturas de guitarra. El presidente de la NMPA, David Israelite, afirmó que «el uso no autorizado de letras y tablaturas priva al compositor de la capacidad de ganarse la vida y no es diferente a robar». La NMPA también presionó para aumentar las tarifas para las descargas legales de música en 2008.
En 2010, la NMPA representó a EMI, Sony/ATV, Universal y Warner/Chappell, Bug, MPL Communications, Peermusic y la Richmond Organization en una demanda contra LimeWire. La demanda buscaba 150.000 dólares por cada canción que se distribuía.
La NMPA es miembro de la International Intellectual Property Alliance, una alianza empresarial que, entre otros, publica el Informe Especial 301, una controvertida lista de países que la coalición de titulares de derechos de autor considera que no hacen lo suficiente para combatir las infracciones de derechos de autor.
En 2015, la NMPA vendió la Agencia Harry Fox a SESAC.
En diciembre de 2016, la NMPA anunció que había llegado a un acuerdo con YouTube para permitir la distribución de regalías por obras musicales utilizadas en vídeos en YouTube donde anteriormente se desconocía la propiedad.